# Compagnie des mines de La Clarence
La Compagnie des mines de La Clarence est une compagnie minière qui exploitait la houille grâce à deux fosses situées à Divion et Calonne-Ricouart dans le Bassin minier du Nord-Pas-de-Calais.
Les travaux de la première fosse comprennent deux puits qui sont commencés en 1896, mais la production ne commence qu'en 1901, car ce sont à l'époque les puits les plus profonds du bassin minier et d'Europe, respectivement 1 186 et 1 069 mètres. La production augmente d'année en année. Le 3 septembre 1912, six ans après la Catastrophe de Courrières, un coup de grisou entraîne la mort de 79 mineurs. La fosse no 2 est donc construite à partir de 1916 afin d'assurer l'aérage des chantiers de la fosse no 1 - 1 bis.
La production continue d'augmenter durant l'entre-deux-guerres. Des maisons sont construites pour y loger les ouvriers. En 1946, la Compagnie est nationalisée et cesse d'exister. Les installations font désormais partie du Groupe d'Auchel. Le puits no 1 est modernisé en 1951, mais un second coup de grisou le 20 juin 1954, combiné à un gisement très grisouteux, très profond, et peu productif, entraîne la fermeture de la fosse no 1 - 1 bis, et par voie de conséquence, son puits no 2, destiné à l'aérage. Ils sont remblayés en 1955.
Au début du XXIe siècle, il subsiste le terril plat de la fosse no 1 - 1 bis, ainsi que ses ateliers, ses salles des machines d'extraction, et sa lampisterie. Le chevalement modernisé du puits no 1, démonté, modifié et remonté à la fosse Sabatier est le seul vestige de cette fosses à Raismes. Quant à la fosse no 2, sa salle de machine d'extraction est le seul vestige, parmi les hangars plus récents de l'entreprise actuelle.

## Historique
Pendant que la Compagnie des mines de Ferfay-Cauchy effectue des sondages à Camblain-Châtelain, la Société de Recherches de La Clarence découvre la houille à Divion en 1894. Cette dernière effectue une demande de concession qui est aussitôt contestée par la Compagnie des mines de Ferfay-Cauchy qui souhaite une extension de sa concession. La Société de La Clarence reçoit finalement par décret du 13 août 1895 une concession de 746 hectares.
Deux puits sont mis en chantier en août 1896. Pendant ce temps, la Compagnie effectue des sondages à Ourton et Beugin qui mettent en évidence la présence de charbon au-delà de mille mètres de profondeur. L'extraction débute le 31 janvier 1901 et augmente d'année en année. En 1906, Messieurs Coëtvoët, Renouard, Tesse, Hermary, Jardel, Salmon, Thiriez et Steverlynck siègent au conseil d'administration.
Le 3 septembre 1912 se produit un coup de grisou qui entraîne la mort de 79 mineurs et en blesse 23. En 1916 débute le fonçage et la construction de la fosse no 2, devenue nécessaire pour aérer les travaux du fond. En 1920, M. Michaux est toujours le directeur de la Compagnie, il est aidé dans son travail par M. Dardant. En 1923, M. Bouteille est le directeur technique. Cléophas Joly est le délégué mineur. En 1930, M. Amelin est le directeur de la Compagnie. Neuf ans plus tard, M. Aurel dirige les travaux. Pierre Desbordes est ingénieur pour le fond, M. Laurent sous-ingénieur des travaux pour le fond, et M. Wette ingénieur au jour.
En 1934, 199 286 tonnes de charbon sont produites, et 164 336 tonnes en 1938. 1 142 ouvriers sont alors employés par la Compagnie, dont 940 au fond, et 202 au jour. La Compagnie possède 639 maisons, trois écoles, une église et une consultation de nourrissons.
En 1946, la Compagnie est nationalisée, et intégrée dans le Groupe d'Auchel. Le puits no 1 est modernisé en 1951, mais un nouveau coup de grisou, combiné à d'autres facteurs entraîne la fermeture de la fosse no 1 - 1 bis, et par voie de conséquence, son puits d'aérage, le no 2. Le chevalement du puits no 1 n'ayant servi que trois ans, il est démonté puis remonté au puits no 2 de la fosse Sabatier du Groupe de Valenciennes à Raismes. Les puits sont remblayés en 1955.
Au début du XXIe siècle, il subsiste de la Compagnie et de ses fosses les cités minières, des ateliers, la lampisterie et les machines d'extraction de la fosse no 1 - 1 bis, l'ancien chevalement moderne du puits no 1, désormais à la fosse Sabatier, ainsi que la machine d'extraction de la fosse no 2.

## Les fosses

### Fosseno1 - 1 bis dite La Clarence

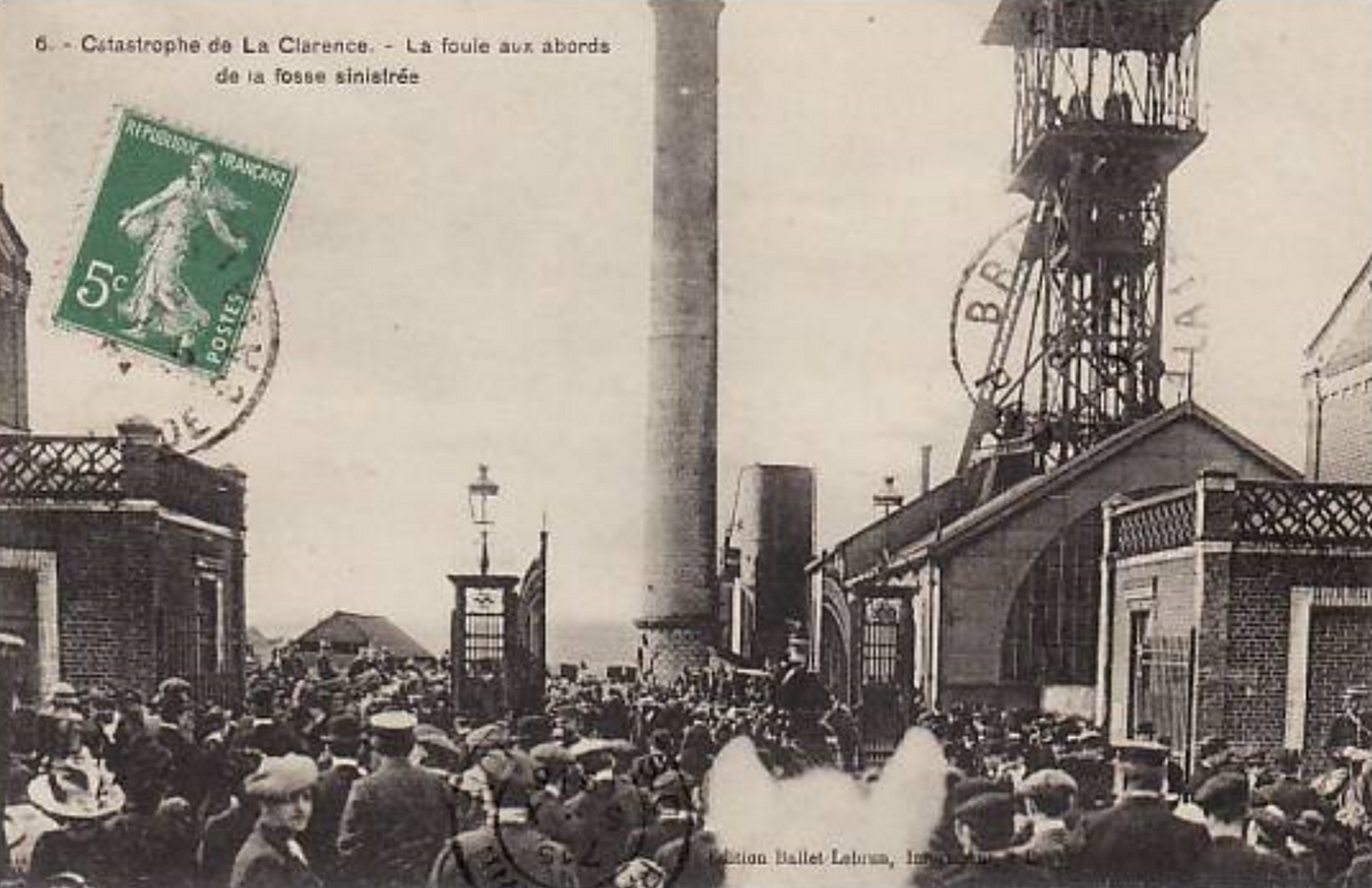
Le puits no 1.

Puits no 1
50° 28′ 30″ N, 2° 29′ 04″ E
1896 - 1955
Puits no 1 bis
50° 28′ 32″ N, 2° 29′ 02″ E
1896 - 1955
La fonçage de deux puits à Divion est commencé à partir d'août 1896. Les deux puits sont destinés à assurer l'extraction. Le puits no 1 est profond de 1 186 mètres et est à son ouverture le plus profond d'Europe. Il reste toutefois le plus profond du bassin minier du Nord-Pas-de-Calais. Le puits no 1 bis atteint la profondeur de 1 069 mètres, il figure parmi les puits les plus profonds du bassin minier. Pour atteindre cette profondeur, les travaux sont longs. la production ne débute que le 31 janvier 1901. Cette année-là, la fosse très grisouteuse produit 9 441 tonnes, elle est dirigée par M. Bivert. En 1902, la production est de 27 000 tonnes, l'année suivante, 325 ouvriers permettent de produire 48 708 tonnes.
En 1906, la direction est assurée par M. Moulinier, qui est directeur technique. 361 hommes sont employés par la Compagnie, dont 287 au fond et 74 au jour. Quatre ans plus tard, 559 hommes au fond et 167 au fond permettent à la Compagnie de produire 120 000 tonnes de charbon.

#### Catastrophe du 3 septembre 1912

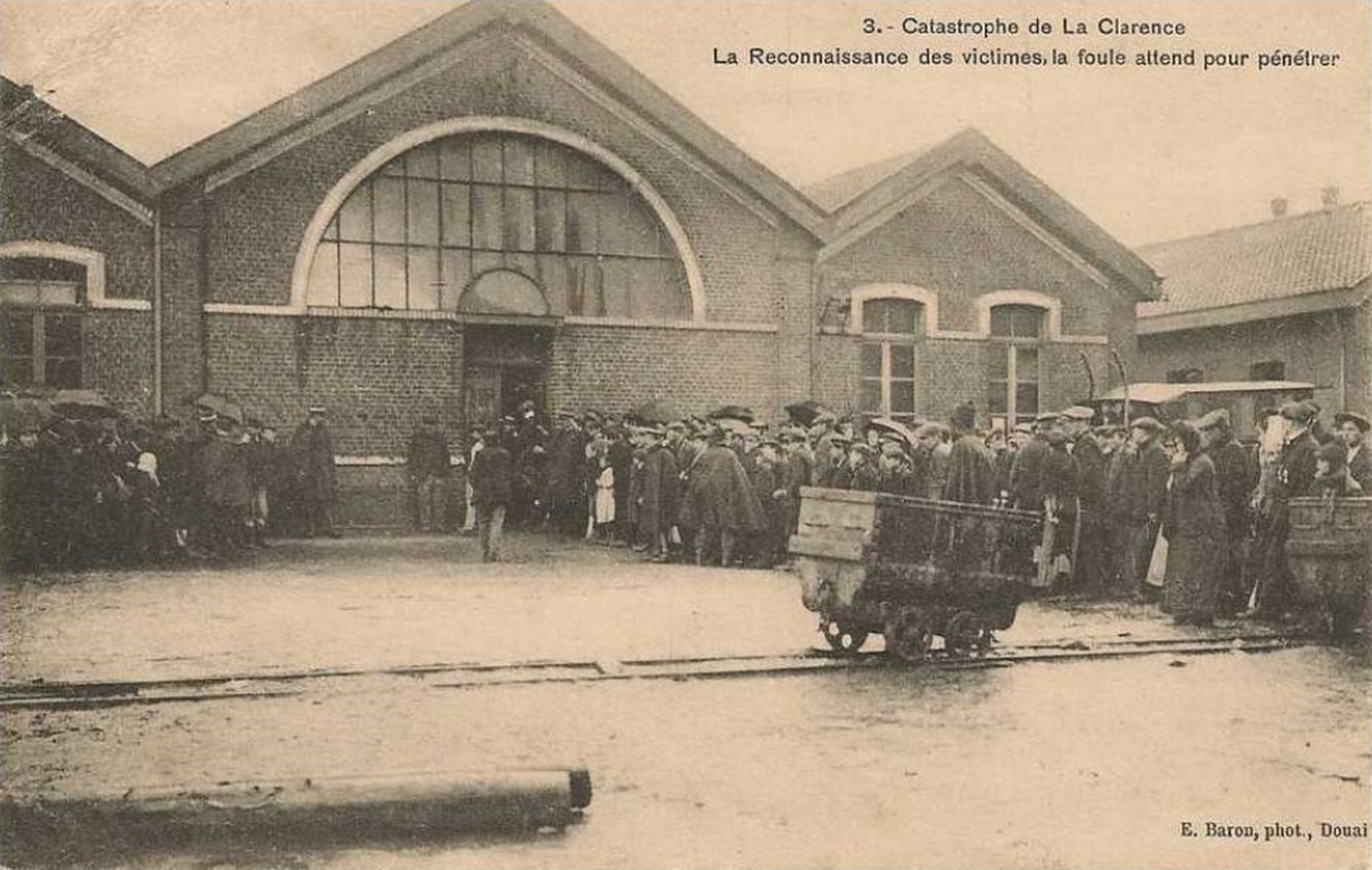
La foule attend avant d'entrer pour reconnaître les victimes.

En 1912, le directeur technique est M. Michaux. Le 3 septembre, à 14 h 30, pendant que les 358 ouvriers de la coupe du matin remontent, et que d'autres mineurs descendent pour commencer leur travail, une explosion de grisou se produit. Durant la journée, et le lendemain, des cadavres et des blessés sont remontés. Des sauveteurs provenant des Compagnies de Marles, Liévin et Bruay viennent apporter leur aide.
M. Michaux, directeur de la mine et Clément Dupont, ingénieur, supervisent les secours. De nouvelles explosions se produisent, entraînant la mort de plusieurs sauveteurs, et de Clément Dupont. Plusieurs incendies se déclarent dans les galeries. Le corps de M. Dupont sera découvert par l'ingénieur M. André Defline qui dirige les opérations de sauvetage. M. Defline sera félicité par Jean Dupuy, ministre des travaux publics, et sera cité à l'Ordre du Corps des Mines pour son dévouement. 
Au 14 septembre, le bilan s'élève déjà à 39 morts, il n'est pas définitif. Par solidarité, les Compagnies de Marles et de Bruay emploient les mineurs de La Clarence dans leurs fosses pendant toute la durée des travaux de sauvetage. Le bilan final est de 79 morts et de 23 blessés. La Catastrophe de Courrières, qui a eu lieu six ans plus tôt est encore dans tous les esprits.
Des funérailles sont faites aux victimes de la catastrophe, en présence de Jean Dupuy, ministre des travaux publics et de Mgr Émile-Louis-Cornil Lobbedey, évêque d'Arras, et d'une foule considérable.

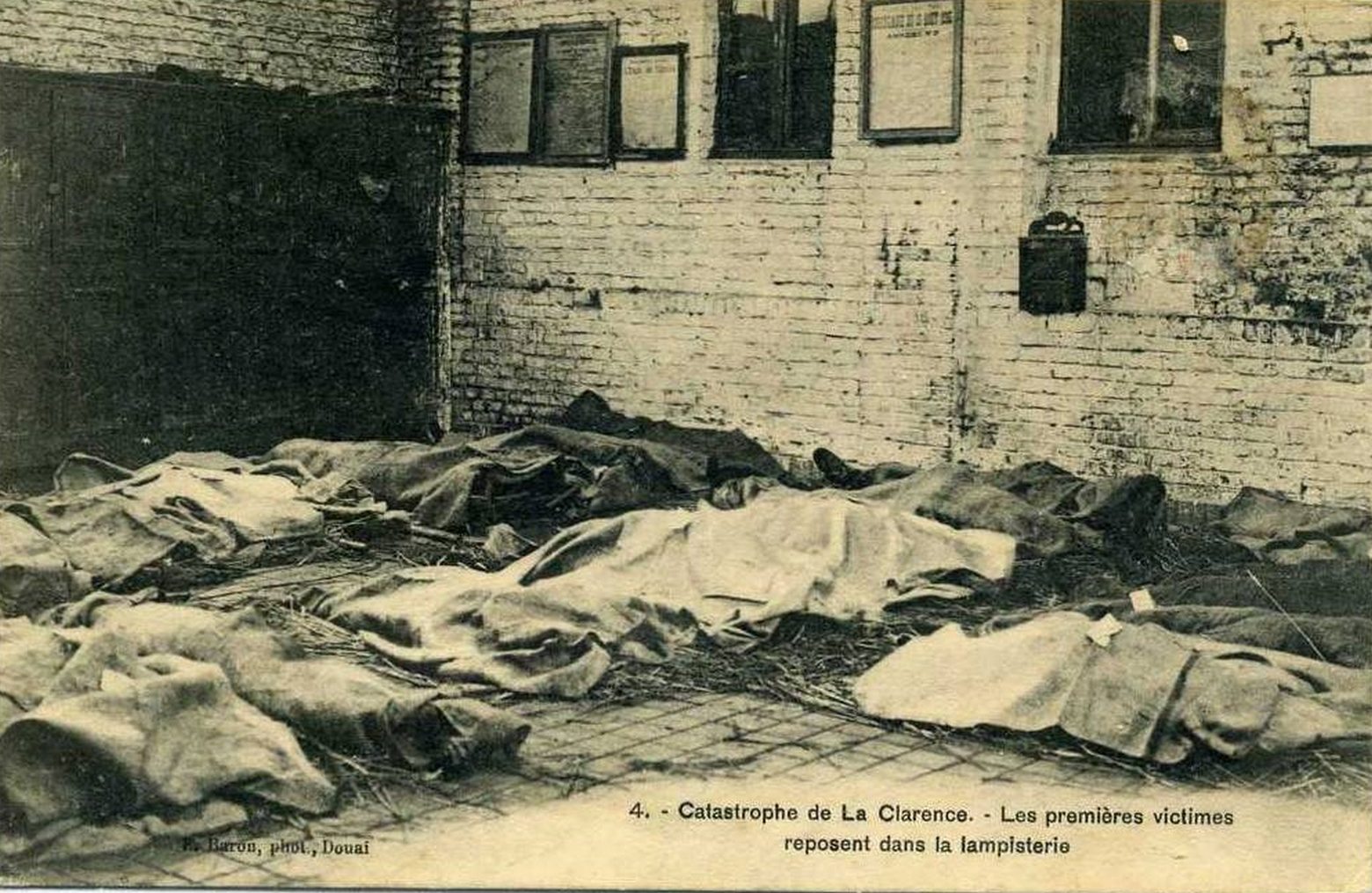
Quelques cadavres reposent dans la lampisterie.
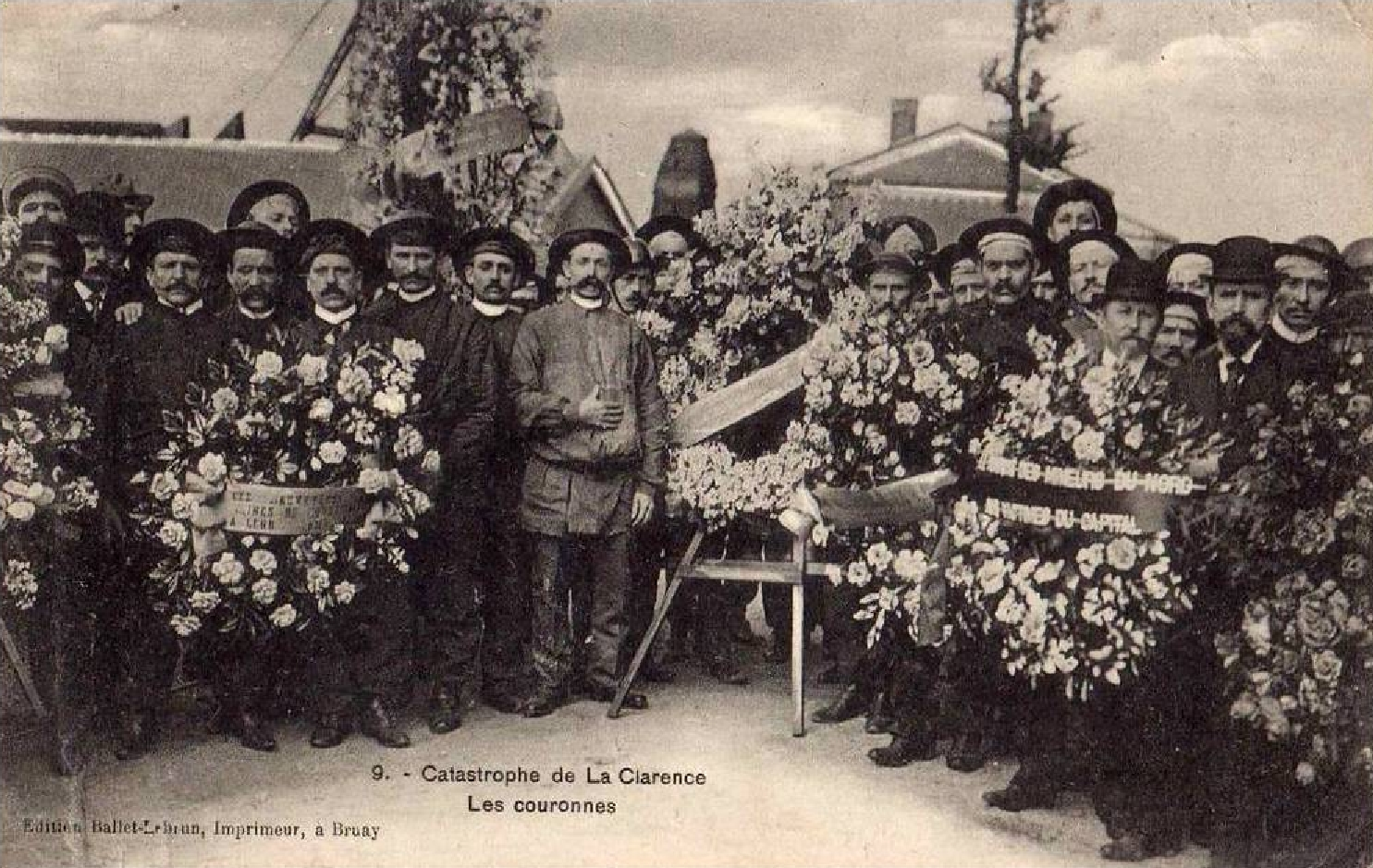
Les couronnes.
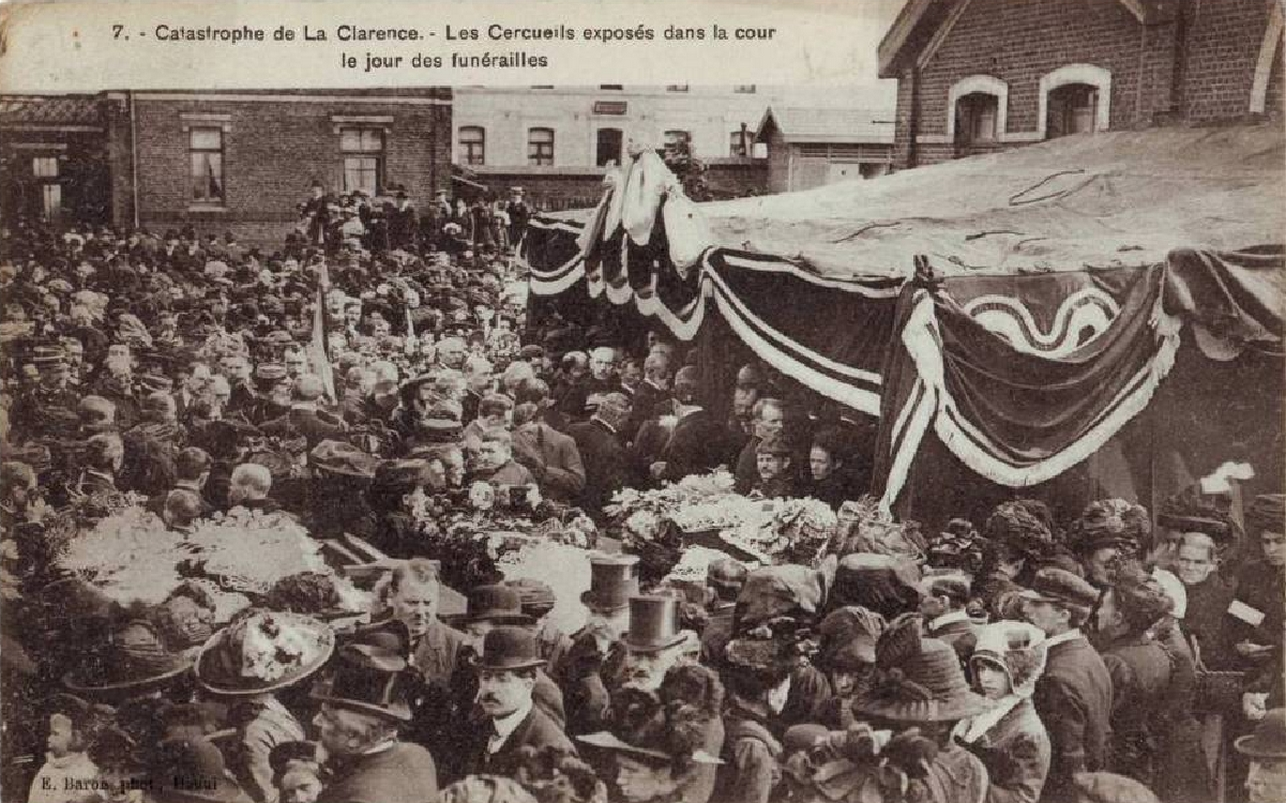
Les cercueils exposés dans la cour le jour des funérailles.
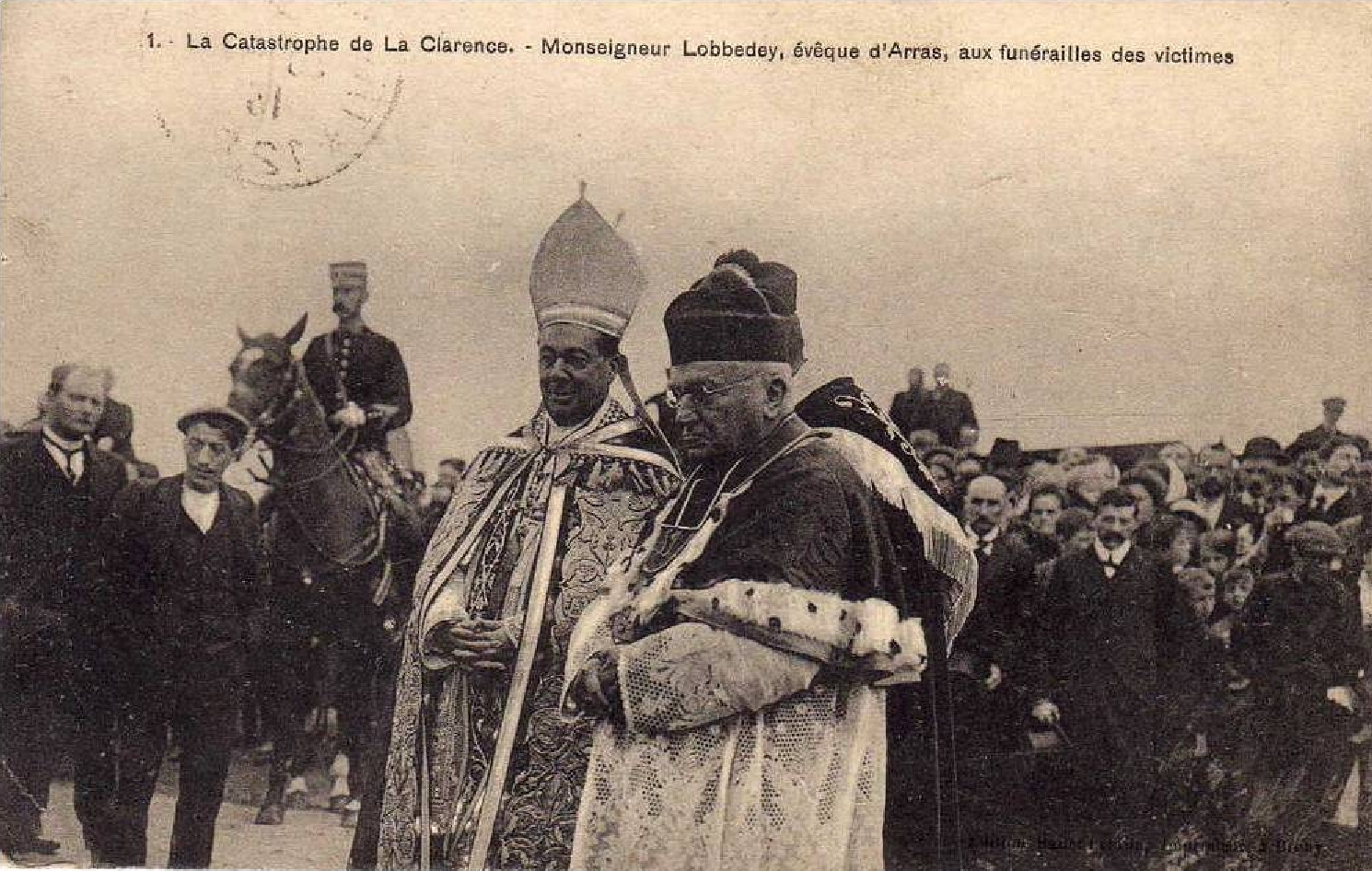
Mgr Lobbedey, évêque d'Arras, aux funérailles des victimes.

Pour éviter qu'un incident similaire ne survienne à nouveau, il est décidé d'ouvrir un puits supplémentaire, destiné à l'aérage. Il s'agit de la fosse no 2.
Pendant la Première Guerre mondiale, la fosse produit 143 346 tonnes en 1914/1915, 149 910 tonnes en 1916, 166 000 tonnes en 1917 et 114 148 tonnes en 1918. 1 022 ouvriers dont 747 au fond et 255 au jour sont employés par la Compagnie qui, pour les loger, construit 143 maisons.
En 1946, la Compagnie est nationalisée, et la fosse fait partie du Groupe d'Auchel. La production atteint à peine 450 tonnes par jour, il s'agit d'une des plus faibles du bassin minier. Malgré le fait que la fosse soit reconnue très grisouteuse, elle est modernisée en 1951 avec l'installation d'un nouveau chevalement et une nouvelle machine d'extraction est construite par-dessus le puits no 1. La production atteint un pic de 530 tonnes nettes par jour en 1954 et un peu moins de 900 personnes y travaillent.

#### Catastrophe du 20 juin 1954
Le 20 juin 1954, un coup de grisou entraîne la mort de dix mineurs. Cette catastrophe, en plus d'une exploitation pénible et à grande profondeur avec des résultats de production peu encourageants, entraîne la fermeture de la fosse le 1er septembre 1954. Les 800 personnes qui y travaillaient sont mutées aux autres exploitations des groupes d'Auchel et de Bruay. Les puits sont remblayés en 1955. Le chevalement du puits no 1 étant pour ainsi dire neuf, il est démonté puis remonté au-dessus du puits no 2 de la fosse Sabatier du Groupe de Valenciennes à Raismes, toujours existant.
Au début du XXIe siècle, les ateliers, la lampisterie, et les bâtiments des machines d'extraction sont toujours existants. Les têtes des puits nos 1 et 1 bis sont matérialisées, ce qui permet leur surveillance par le BRGM.

### Fosseno2 dite Salonique
50° 29′ 06″ N, 2° 28′ 23″ E

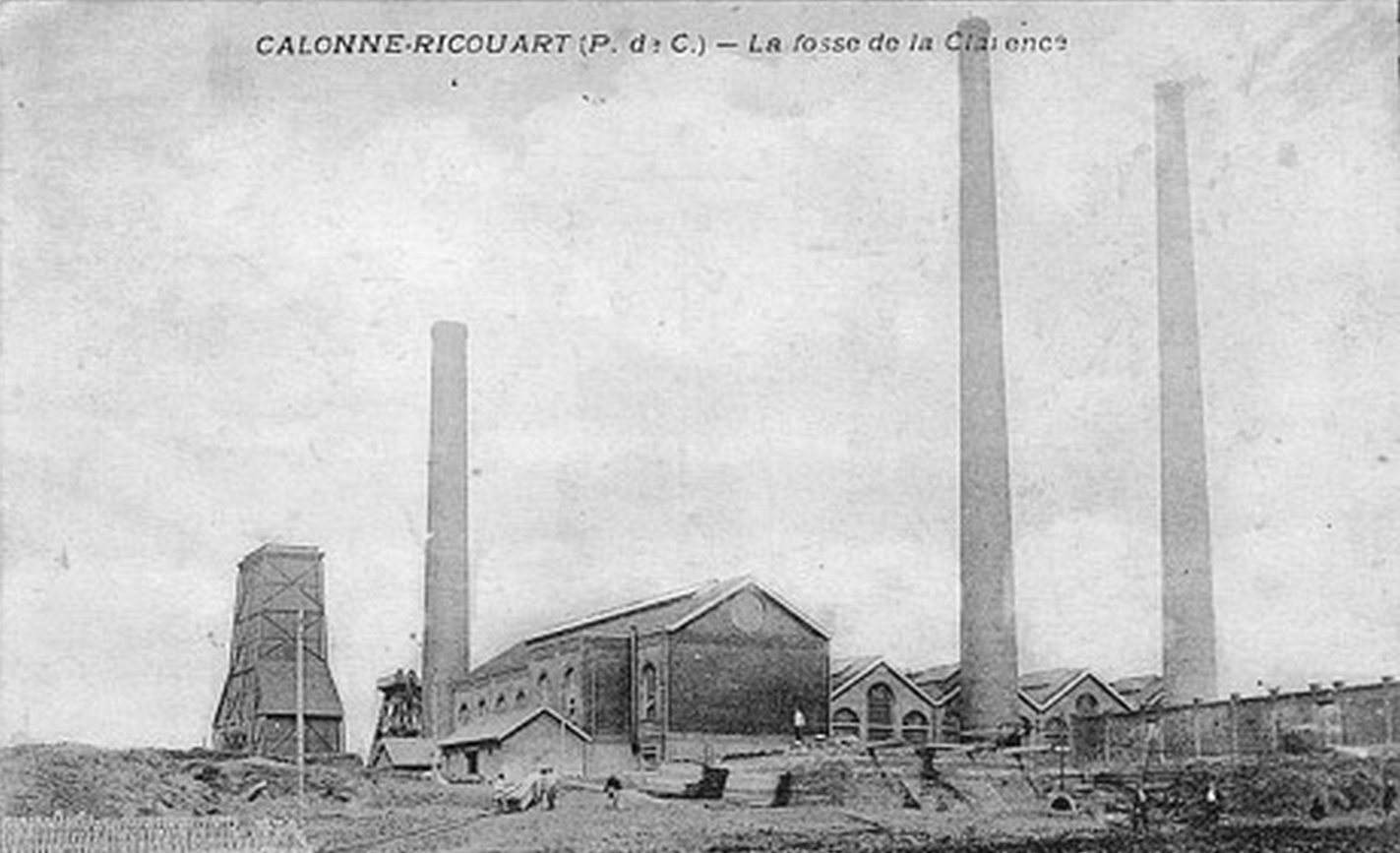
La fosse no 2.

À la suite du coup de grisou survenu à la fosse no 1 - 1 bis, il est devenu nécessaire de créer un autre puits destiné à assurer l'aérage de la fosse principale. Un nouveau puits dénommé no 2 ou « Salonique » est commencé le 26 janvier 1916 à 1 380 mètres au nord-ouest du puits no 1, à Calonne-Ricouart,. Son diamètre est de 6,50 mètres, un des plus larges du bassin minier, car il est destiné à aérer une fosse qui en plus d'être grisouteuse, exploite un gisement en grande profondeur. Le puits atteint la profondeur de 871 mètres.
Lorsque la fosse no 1 - 1 bis est arrêtée, le service l'est aussi à la fosse no 2, toutefois, les ventilateurs continuent de fonctionner pendant que les deux puits sont remblayés. Mais le 10 janvier, une explosion se produit durant les travaux de remblaiement, faisant sauter le sas, les ventilateurs, le garnissage du chevalement, les vitres, les tuiles ... Beaucoup de précautions sont prises dès lors pour continuer le remblaiement.
Au début du XXIe siècle, le seul vestige de la fosse est la salle de la machine d'extraction, intégrée à un ensemble de hangars plus récents, dont un surplombe le puits. La tête de puits est matérialisée, ce qui permet sa surveillance par le BRGM.